# Benyamin Sueb
Benyamin Sueb (ur. 5 marca 1939 w Batavii, zm. 5 września 1995 w Dżakarcie) – indonezyjski aktor, komik i piosenkarz.
Jego dorobek obejmuje ponad 40 albumów solowych. Podczas swojej kariery został laureatem dwóch nagród Citra (za role w filmach Intan Berduri i Si Doel Anak Modern).
Jego utwór „Kompor Mleduk” znalazł się na pozycji 12. w zestawieniu 150 indonezyjskich utworów wszech czasów, ogłoszonym na łamach lokalnego wydania magazynu „Rolling Stone”.

## Dyskografia
Albumy solowe
- Kancil Kesasar/Kue Onde (Mesra Records)
- Si Jampang (Melodi Record)
- Oom Senang (Mesra Record)
- Brang Breng Brong (Diamond Record)
- Jangkrik Genggong (Mutiara Record)
- Apollo (Indah Records)
- Tukang Tuak (Undah Records)
- Nonton Pecoen (Remaco)
- Keluarga Gila (Remaco)
- Tukang Sado (Remaco)
- Tukang Becak (Remaco)
- Terus Turun (Remaco)
- Steambath (Remaco)
- Dul-Dul Tjak (Mutiara Records)
- Patjaran (Indah Records)
- Ngupi (Remaco)
- Nyari Kutu (Indah Records)
- Tukang Loak (Indah Records)
- Ngibing (J&B)
- Maredel (Remaco)
- Mak Minta Makan Mak (Remaco)
- Anak Sekarang (Remaco)
- Blues Kejepit Pintu (Remaco)
- Bul Bul Efendi (Irama Tara)
- Kicir-Kicir (Remaco)
- Asal Nguap (Indah Records)
- Makan (Remaco)
- Main Congklak (Irama Tara)
- Ketemu Bayi Tabung (Irama Tara)
- Soraya (Fila Records)
- Telepon Cinta (Insan Record/RCA)
- Martabak (Insan Record)
- Ngibing Betawi (Varia Nada Utama)
- Cintaku Berat di Ongkos (Virgo Ramayana Records)
- Assoy (Ben’s Records)
- Duit (Mutiara Records)
- Bayi Tabung (Insan Records)
- Mat Codet (Irama Asia)
- Tua-Tua Komersiel (Gesit Records)
- Saya Bilang (Abadi Records)
- Telepon Umum (Purnama Records)
- Belajar Membaca (Irama Asia)
- Nostalgila (Asia Records)
- Sang Kodok (BBB)
- Biang Kerok – wraz z: Al Haj (Virgo Ramayana/Ben’s Records)

Albumy w duecie
- Indehoy – wraz z Rossy (Mesra Records)
- Tukang Solder – wraz z Rossy (Diamond Records)
- Es Tape – wraz z Rossy (Indah Records)
- Tukang Loak – wraz z Lilis Suryani (Remaco)
- Ngelamar – wraz z Ritą Zaharą (Indah Records)
- Tukang Duren – wraz z Ritą Zaharą (Indah Records)
- Tukang Kridit – wraz z Idą Royani (Indah Records)
- Siapa Punya – wraz z Idą Royani (Indah Records)
- Begini Begitu – wraz z Idą Royani (Indah Records)
- Tukang Delman – wraz z Idą Royani (Indah Records)
- Si Mirah Jande Marunde – wraz z Idą Royani (Indah Records)
- Yang Paling Enak – wraz z Idą Royani (Dian Records)
- Dunia Terbalik – wraz z Idą Royani (Dian Records)
- Anak Bapak – wraz z Idą Royani (Remaco)
- Di Sini Aje – wraz z Idą Royani (Remaco)
- Item Manis – wraz z Idą Royani (Remaco)
- Tukang Tape – wraz z Idą Royani (Irama Mas)
- Perkutut – wraz z Idą Royani (Remaco)
- Lampu Merah – wraz z Idą Royani (Remaco)
- Lampu Merah II – wraz z Idą Royani (Remaco)
- Cinta tak Terbatas – wraz z Idą Royani (Remaco)
- Aturan Asyik – wraz z Idą Royani (Remaco)
- Ketemu Lagi – wraz z Idą Royani (Remaco)
- Jampang and His Wife – wraz z Inneke Kusumawati (Remaco)
- Janda Kembang – wraz z Inneke Kusumawati (Remaco)
- Semut Jepang – wraz z Inneke Kusumawati (Remaco)
- Monyet Nangkring – wraz z Inneke Kusumawati (Remaco)
- Dokter – wraz z Inneke Kusumawati (Mutiara)
- Mancing Lindung – wraz z Herliną Effendy (Remaco)
- Cong-Cong Balicong – wraz z Herliną Effendy (Remaco)
- Muhammad Ali – wraz z Herliną Effendy (Remaco)
- Sumur Pompa – wraz z Herliną Effendy (Remaco)
- Raport Merah – wraz z Herliną Effendy (Remaco)
- Apanya Dong – wraz z Euis Darliah (DD Records)
- Apanya Dong II – wraz z Euis Darliah (DD Records)
- Dicoba Dong – wraz z Euis Darliah (DD Records)
- Tukang Sate – wraz z Beno Benyaminem (Remaco)

Źródło:.